# The Italian Job (2003)
The Italian Job (em Portugal, "Um Golpe em Itália", no Brasil, "Uma Saída de Mestre") é um filme de assalto de ação, uma refilmagem norte-americana de 2003 do filme homônimo britânico de 1969, dirigido por F. Gary Gray e estrelado por Mark Wahlberg, Charlize Theron, Edward Norton, Jason Statham, Seth Green, Mos Def e Donald Sutherland. O enredo segue uma equipe heterogênea de ladrões que planejam roubar o ouro de um ex-associado que os enganou. Apesar do título compartilhado, o enredo e os personagens deste filme diferem daqueles do filme original; Gray descreveu o filme como "uma homenagem ao original".
A maior parte do filme foi gravada em locações em Veneza e Los Angeles, onde canais e ruas, respectivamente, foram temporariamente fechados durante a filmagem principal. Distribuído pela Paramount Pictures, The Italian Job estreou no Festival de Cinema de Tribeca em 11 de maio de 2003, e foi lançado nos Estados Unidos em 30 de maio de 2003. Em seu fim de semana de estreia, o filme arrecadou US$19,457,944, ficando em 3º lugar. A Paramount relançou o filme em 29 de agosto e quando o filme foi lançado em novembro de 2003, o filme arrecadou US$106,128.601 nos Estados Unidos e no Canadá e US$69,941,570 no exterior - US$176,070,171 em todo o mundo. Foi o filme de maior bilheteria produzido pela Paramount em 2003. A resposta crítica foi geralmente positiva, com publicações destacando as seqüências de ação. Uma sequência, The Brazilian Job, está em desenvolvimento desde 2004, mas ainda não foi produzida a partir de 2018.
Em 2012, foi produzido outro remake em Bollywood na Índia, Players, que empregam o mesmo enredo da versão de 2003, enquanto fazem os personagens e incidentes completamente diferentes.

## Sinopse
Charlie Croker (Mark Wahlberg) reúne uma equipe de ladrões para roubar 35 milhões de dólares em ouro em Veneza. Porém, durante a fuga, Steve (Edward Norton), um dos envolvidos, trai os outros, tomando todo o ouro para si e matando um deles: John Bridger (Donald Sutherland), especialista em abrir cofres que foi o mentor de Charlie.
Um ano depois, Stella Bridger (Charlize Theron), filha de John, trabalha para a polícia nos EUA abrindo cofres em cenas de crime quando Charlie a procura. Ele informa que ele e seus parceiros encontraram Steve em Los Angeles e decidiram roubar o ouro de volta, mas precisam de alguém para abrir o cofre. Stella a princípio recusa, mas depois aceita o trabalho para vingar seu pai.
Eles partem para Los Angeles com os outros membros da equipe: Rob Bonitão (Jason Statham), piloto de fuga, Lyle "Napster" (Seth Green), um racker que jura ser o verdadeiro Napster e "Orelha Esquerda" (Mos Def), um especialista em explosivos.
Como parte do plano, "Napster" raqueia o sistema eletrônico da mansão de Steve e o sistema de trânsito da cidade e Stella se passa por um técnico de TV a cabo para entrar na mansão e obter imagens de dentro da casa. É quando Steve, atraído pela beleza dela, a chama para sair e ela aceita apenas para fazer Steve sair de casa, criando uma oportunidade para eles invadirem a mansão.
O plano deles era explodir o portão e atordoar os guardas, então entrar na mansão, Stella abriria o cofre e eles levariam o dinheiro de carro, enquanto "Napster" controlava o trânsito para abrir o caminho até a estação de trem, por onde eles escapariam. Porém, na noite do roubo, o vizinho de Steve dá uma festa, o que estraga os planos da equipe de explodir o portão da frente. Stella então é forçada a ir ao encontro com Steve e acaba deixando escapar uma frase muito usada por seu pai, fazendo com que Steve descubra quem ela é. Charlie e Rob entram no restaurante e tiram Stella dali, enquanto Charlie e Steve conversam e trocam farpas, a conversa termina quando Charlie dá um soco em Steve e depois sai.
De volta ao hotel, Charlie e Stella conversam sobre o pai dela e Charlie a consola.
Enquanto isso, Steve acaba matando seu contato para venda do ouro quando o homem fala demais sobre a origem das barras roubadas. Porém, o rapaz era primo de um perigoso gangster russo, que decide ir atrás de vingança por seu parente.
Charlie descobre que Steve vai se mudar e levar o ouro consigo e decide atacar o carro forte enquanto Steve transporta o ouro. Eles direcionam o carro forte pelo caminho que eles escolheram até o ponto em que eles explodem o asfalto abaixo do carro, fazendo ele despencar até o subsolo, onde eles entram no carro e Stella se prepara para abrir o cofre, mesmo percebendo que Steve arrumou um cofre novo e mais difícil de ser aberto. Com muita dificuldade, Stella abre o cofre e eles carregam os 27 milhões em ouro nos carros.
Eles fogem com a carga pelas ruas da cidade sendo perseguidos pelos guardas em motos e pelo próprio Steve em seu helicóptero. Charlie se separa para atrair Steve enquanto os outros escapam. Quando Charlie consegue driblar Steve, ele pousa o helicóptero e pega um carro para seguir Charlie discretamente.
Charlie e sua equipe deixam os carros no trem e saem de perto, então Steve se aproxima e suborna o funcionário do trem, sem saber que ele era aliado de Charlie. Quando o rapaz abre o vagão, Steve dá de cara com Charlie e o ameaça com uma arma, mas é rendido por Mashkov, o gangster russo cujo primo ele matou, e seus homens. Charlie revela que contatou o criminoso e fez um acordo para entregar Steve. Stella ainda aproveita para socar Steve antes dele ser levado pelos gangsters.
Com o dinheiro do roubo, todos os membros da equipe realizam seus sonhos de consumo enquanto Charlie e Stella vão morar juntos em Veneza.

## Elenco
- Mark Wahlberg .... Charlie Croker
- Charlize Theron .... Stella Bridger
- Donald Sutherland .... John Bridger
- Jason Statham .... Handsome Rob
- Seth Green .... Lyle
- Mos Def .... Left Ear
- Edward Norton .... Steve
- Shawn Fanning .... Shawn Fanning
- Eric Walker .... Bully
- Boris Lee Krustonog .... Yevhen
- Julie Costello .... Becky
- Aaron Speiser .... Danielson
- Olek Krupa .... Mashkov
- Christopher Moore Jr. .... Left Ear jovem
- Joel Homer .... Charlie Croker jovem
- Kelly Brook .... namorada de Lyle
- Fausto Callegarini .... Guarda italiano

## Produção

### Desenvolvimento
Neal Purvis e Robert Wade escreveram um esboço de um remake da comédia criminal britânica The Italian Job, de 1969, que foi rejeitada pela Paramount. A equipe de roteiristas Donna e Wayne Powers foram posteriormente contratados para escrever um remake. A dupla viu o filme original, que nenhum dos dois tinha visto antes, apenas uma vez "porque [eles] queriam ter uma noção do que era" em relação ao seu tom. Ao longo de dois anos e através de 18 rascunhos, eles desenvolveram um roteiro que foi descrito pelo diretor F. Gary Gray como "inspirado no original". Gray, Powers e Powers e o produtor executivo James Dyer identificaram as semelhanças mais proeminentes como o trio de Mini Cooper usado pelos ladrões, bem como o roubo titular envolvendo o roubo de barras de ouro. Algumas sequências do filme passaram pelo processo de storyboard e previsualizadas por Gray antes do início da produção.

### Elenco
Gray estava interessado em trabalhar com Wahlberg desde a sua performance em Boogie Nights (1997). Depois de ler o roteiro de The Italian Job, Gray contatou Wahlberg, que "se apaixonou por ele" depois de ler ele mesmo. Green também foi atraído pelo projeto por causa do roteiro. Theron foi a primeira escolha de Gray para a personagem Stella Bridger, e Wahlberg também a recomendou para o papel. Passou um tempo com um arrombador preparando-se para o papel. Theron e Wahlberg já tinham atuado juntos no filme The Yards. A diretora de elenco de Gray, Sheila Jaffe, sugeriu Statham para o papel do motorista Handsome Rob, e Gray concordou com sua escolha. Norton assumiu o papel de Steve Frazelli, devido a uma obrigação contratual que ele tinha que cumprir. Wahlberg, Theron e Statham participaram de sessões especiais de treinamento no Willow Springs International Motorsports Park por quase um mês durante a pré-produção.

### Filmagem
Gray e o diretor de fotografia Wally Pfister trabalharam juntos para desenvolver um estilo visual para o filme antes do início da produção. Eles viam comerciais de automóveis e fotografias de revistas, bem como seqüências de perseguição de The French Connection (1971), Ronin (1998) e The Bourne Identity (2002) como referências visuais.
Gray queria que o filme fosse o mais realista possível; consequentemente, os atores fizeram a maioria de suas próprias cenas de ação, e as imagens geradas por computador foram usadas com muita parcimônia. A segunda unidade, sob o comando do diretor Alexander Witt e do diretor de fotografia Josh Bleibtreu, fizeram plano de estabelecimento, a seqüência de perseguição do canal de Veneza e a seqüência de perseguição de Los Angeles durante um período de 40 dias. As filmagens no local colocaram alguns desafios. A sequência do assalto inicial em Veneza, na Itália, foi rigorosamente monitorada pelas autoridades locais, devido às altas velocidades em que os barcos foram levados. As temperaturas frias em Passo Fedaia nos Alpes italianos criaram problemas durante a produção: "Os canhões engasgariam, e se você pudesse imaginar não ser capaz de caminhar 12 metros com uma garrafa de água sem congelar, essas são as condições em que tivemos que trabalhar", observou Gray. Pedestres tiveram permissão para usar as calçadas da Hollywood Boulevard entre as tomadas. Além disso, cenas que aconteceram em estradas e ruas da cidade foram filmadas apenas nos finais de semana.

## Recepção

### Resposta da crítica
Baseado em 182 comentários dados por Rotten Tomatoes, The Italian Job tem uma classificação média de aprovação de 73%, com uma pontuação média ponderada de 6.43/10. O consenso do site diz: "Apesar de alguns elementos duvidosos da trama, The Italian Job consegue apresentar uma versão moderna e divertida do filme original de 1969, graças a um elenco carismático". Em comparação, o Metacritic, que atribui uma classificação normalizada a revisões de críticos convencionais, calculou uma pontuação média de 68 de 100 das 37 revisões que coletou, indicando "revisões geralmente favoráveis".
Stephanie Zacharek, escrevendo para Salon.com, gostou da reinvenção da trama e do estilo e execução das seqüências de ação, especificamente aquelas que envolvem o trio de Mini Cooper, que ela escreveu foram as estrelas do filme. O crítico do Los Angeles Times, Kevin Thomas, elogiou a sequência de abertura de Veneza e a caracterização de cada um dos ladrões, mas sentiu que a sequência de assaltos de Los Angeles estava "indiscutivelmente esticada um pouco demais". Roger Ebert deu o filme 3 de 4, escrevendo que o filme foi "duas horas de escapismo sem sentido em um nível profissional relativamente qualificado". Mick LaSalle, do San Francisco Chronicle, concordou, descrevendo The Italian Job como entretenimento puro, mas inteligente, "plotado e executado com invenção e humor". O revisor James Berardinelli também deu ao filme 3 estrelas de 4, e disse que Gray descobriu a receita certa para fazer um filme de assalto: "mantenha as coisas em movimento, desenvolva um bom relacionamento entre os protagonistas, lance ocasionalmente surpresa, e top com uma pitada de brio". Robert Koehler, da Variety, comparou The Italian Job a The Score (2001), outro filme de assalto que também contou com Edward Norton em um papel semelhante.
David Denby, escrevendo para The New Yorker, elogiou o desempenho de Norton, assim como os de Seth Green e Mos Def, e a falta de efeitos digitais nas sequências de ação. Owen Gleiberman da Entertainment Weekly deu ao filme uma nota B, comparando-o positivamente com o remake de 2000 de Gone in 60 Seconds, bem como o remake de 2001 de Ocean's Eleven. O revisor do New York Daily News, Jack Mathews, deu para The Italian Job 2,5 de 4 estrelas, escrevendo que as seqüências de ação e reviravoltas foram uma "grande melhoria" do original, e que a sequência do roubo de Los Angeles foi "inteligente e absurda". Mike Clark, do USA Today, também questionou a probabilidade da sequência de assaltos de Los Angeles e escreveu que o filme era "um remake preguiçoso e com apenas um nome", dando-lhe 2 estrelas de 4. Peter Travers, escrevendo para a Rolling Stone, deu para The Italian Job 1 estrela de 4, descrevendo o filme como "um remake de um filme de assalto que já era plano e estereotipado em 1969". Travers apreciou o alívio cômico nos personagens de Green e Def, e acrescentou que o Norton era "o desempenho mais perversamente magnético" fora do Mini Cooper, mas sentiu que havia uma falta de lógica no filme.

### Mídia doméstica
The Italian Job foi lançado em DVD pela Paramount Home Entertainment em 7 de outubro de 2003 e inclui cinco bônus em diferentes aspectos da produção do filme, além de seis cenas deletadas. Foi lançado em HD DVD em 8 de agosto de 2006 e em Blu-ray Disc em 24 de outubro de 2006.

### Premiações
F. Gary Gray ganhou um prêmio Film Life Movie de Melhor Diretor no American Black Film Festival de 2004. Clay Cullen, Michael Caines, Jean Paul Ruggiero e Mike Massa ganharam um prêmio de Melhor Especialidade Stunt no Taurus World Stunt Awards de 2004 pela perseguição de barco pelos canais de Veneza. The Italian Job foi nomeado para o Prêmio Saturno de melhor filme de ação, mas perdeu para Kill Bill. Em abril de 2009, a IGN classificou a seqüência de perseguição de Los Angeles como uma das 10 principais perseguições de carros do século XXI.

### Análise
A criminologista Nicole Rafter viu The Italian Job como parte de uma revitalização do filme de assalto em torno do início do século XXI, junto com The Thomas Crown Affair (1999) e Ocean's Eleven (2001), ambos também refilmados filmes dos anos 1960. Ao descrever sua teoria do gênero "filme de equipe" , o estudioso Dr. Jeremy Strong escreve que The Italian Job poderia ser categorizado como tal, junto com The Magnificent Seven (1960), The Great Escape (1963), The Dirty Dozen (1967), e mais recentemente The Usual Suspects (1995) e Mission: Impossible (1996). Strong também faz uma comparação direta entre The Italian Job e Mission: Impossible, citando o dispositivo da trama de "uma primeira tarefa que elucida os papéis e habilidades dos membros da equipe, mas que é sabotada pela traição, necessitando de uma reconstituição da equipe."
O uso da então nova linha de estilo-retro da BMW no filme foi mencionado por críticos e analistas de negócios como um excelente exemplo de colocação de produtos modernos, ou mais especificamente de "integração de marca". O crítico de cinema Joe Morgenstern chamou The Italian Job de "o melhor comercial de carro de todos os tempos". Zacharek e Mathews notaram a proeminência dos carros em suas resenhas do filme, também escrevendo que sua presença serviu como uma conexão com o filme de 1969 sobre o qual foi baseado. BusinessWeek relatou em abril de 2004 que as vendas do Mini em 2003, o ano em que The Italian Job foi lançado nos cinemas - aumentou 22% em relação ao ano anterior.

## Trilha sonora
A trilha sonora é bastante eclética, com músicas que vão do samba ao rock, passando por música eletrônica.
A música tema do filme seria originalmente feita pela cantora colombiana Shakira e se chamaria "Save and fast" ou "Come Down Love", mas foi recusada pela produtora do filme. A produtora não lançou nenhuma música marcante para a película.

## Continuação
A continuação do filme seria no Brasil e se chamaria The Brazilian Job, mas nunca chegou a ser realizada. Uma sequência estava em desenvolvimento no verão de 2004, mas desde então tem enfrentado vários atrasos. A filmagem principal foi inicialmente prevista para começar em março de 2005, com uma data de lançamento projetada em novembro ou dezembro de 2005. No entanto, o script nunca foi finalizado, e a data de lançamento foi adiado para algum momento em 2006, e mais tarde verão de 2007. O escritor David Twohy abordou a Paramount Pictures com um roteiro original intitulado The Wrecking Crew, e embora o estúdio tenha gostado da ideia, eles pensaram que funcionaria melhor como uma continuação de The Italian Job. Gray foi escalado para retornar como diretor, assim como a maioria, se não todos, do elenco original. Pelo menos dois rascunhos do roteiro haviam sido escritos até agosto de 2007, mas o projeto não havia recebido luz verde para começar a produção. Em junho de 2008, produtor Donald De Line revelou em junho que um roteiro para The Brazilian Job foi desenvolvido e orçado. Descrevendo sua história, ele disse que "começa no Brasil, o cenário está no Rio e a foto muda para a Bélgica, onde há algo envolvendo diamantes". No entanto, Seth Green afirmou em setembro que a seqüência era improvável no futuro próximo.
Em 9 de março de 2009, De Line disse que "[nós] temos uma versão na Paramount que estamos falando muito a sério", além de mencionar que o elenco estava interessado no projeto. Neal Purvis e Robert Wade estavam trabalhando em um esboço da sequência naquele ano. O escocês Daily Record relatou em setembro que Theron estava inscrito para o filme. Naquele outubro, Gray disse que gostava de fazer The Italian Job e esperava que ele ainda estivesse interessado em dirigir a sequência se o roteiro fosse finalizado e mencionasse que isso seria dependente do agendamento. Quando perguntado sobre a sequência que junho de 2010, Green disse "The Brazilian Job não existe, na verdade" e chamou-lhe um "mito maravilhoso da IMDb". No entanto, no mês seguinte, Mark Wahlberg disse que a produção sequencial estava "ativa" novamente.